# Cruisevaart

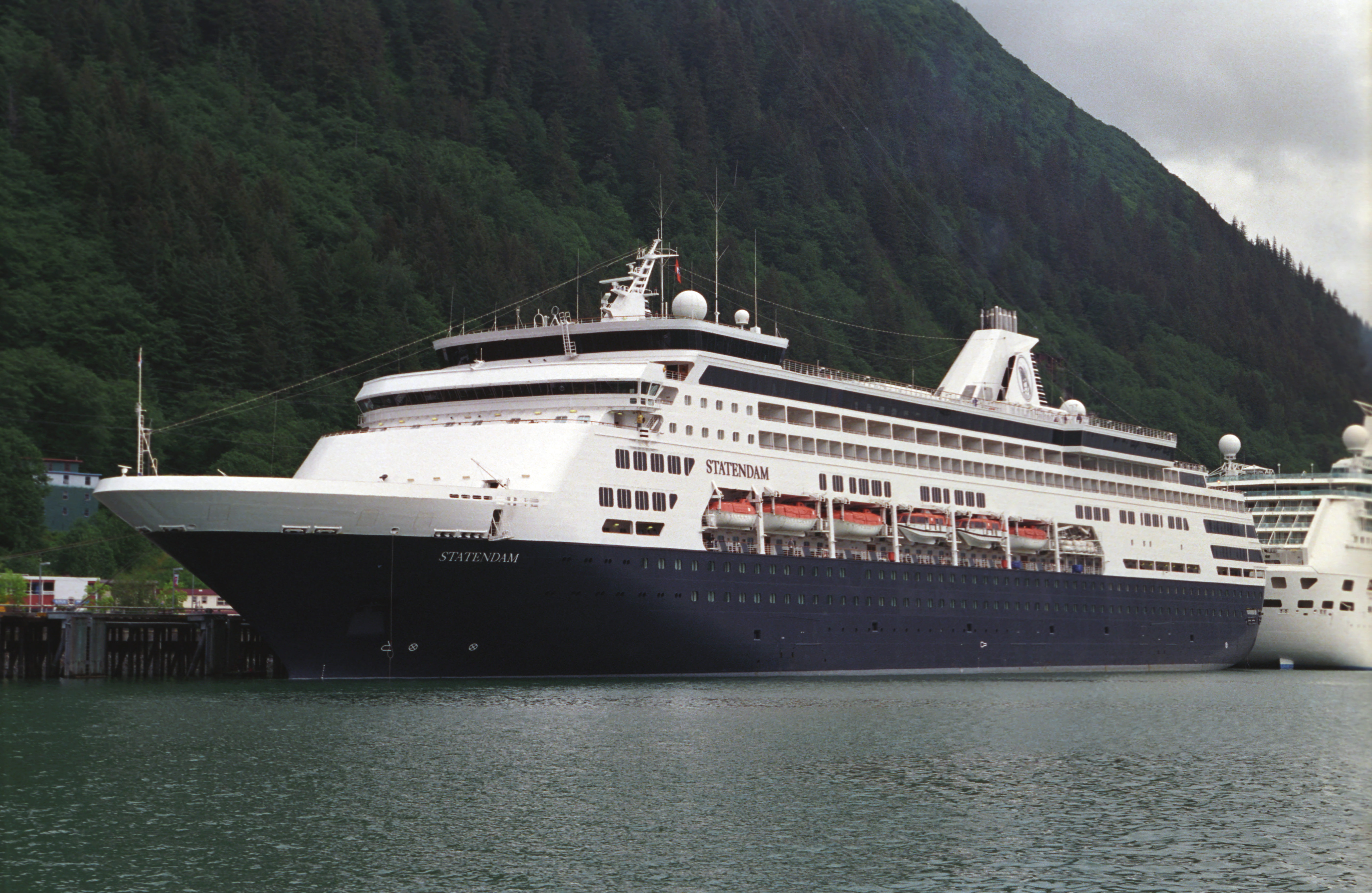
De Statendam van de HAL.

Cruisevaart is het deel van het personentransport over zee of rivier, waar het bedrijfsmodel gebaseerd is op het amuseren van de passagiers. Vaak gaat het om vakantiereizen waarbij de passagiers ook eten en overnachten op het schip. Onderweg worden havens met toeristische attracties aangedaan. 

## Ontwikkeling
Met de ontdekking van Amerika in 1492 en de opening van het Suezkanaal in 1869, ontstond een grotere markt voor personentransport via het water. Gedurende de voorbije eeuwen is er dan ook een enorme groei geweest in het maritiem transport van personen van het oude Europa naar Amerika en Azië. De passagiersschepen die daarvoor gebruikt werden verloren sinds de 20e eeuw zeer snel hun aandeel in het personentransport door de enorme vooruitgang in het snellere luchttransport na de wereldoorlogen. 
Als antwoord op de luchtvaart, gingen rederijen zich vanaf deze periode steeds meer focussen op het entertainen van hun opvarenden. Rederijen hebben concurrentie op vlak van snelheid al decennia geleden verloren, omdat ze daarin niet tegen de luchtvaart op kunnen. In plaats daarvan zijn ze zich gaan onderscheiden op basis van comfort en culturele ontwikkelingen. Interessante tussenstops op al dan niet zomerse bestemmingen, maken dan ook een onlosmakelijk deel uit van de moderne cruisereis. Hoewel het eerste cruiseschip, de Prinzessin Victoria Luise, al in 1901 te water werd gelaten, was het pas halfweg de 20e eeuw, dat cruisereizen populair werd bij het grote publiek.
Gezien de groeiende middenklasse, zijn er steeds meer mensen die een cruise kunnen en willen betalen. In 2015 hebben ruim 22 miljoen passagiers een cruise gemaakt, een verdrievoudiging sinds het jaar 2000. Deze groei is vooral een gevolg van de economische ontwikkeling van de Oost-Aziatische landen, waaronder de Volksrepubliek China.
In 2023 waren er ongeveer 360 cruiseschepen in de vaart met in totaal 650.000 bedden (2015: 469.000 bedden). Op 31 december 2023 stonden er 51 schepen in bestelling, deze komen voor 2028 in de vaart en dan zijn er 110.000 bedden bij, als er geen schepen buiten dienst worden gesteld. In 2023 voeren ruim 21 miljoen passagiers op de schepen, hiervan was 63% afkomstig uit Noord-Amerika en 27% uit Europa. Uit de rest van de wereld kwam 10% van de passagiers, waarvan 6%-punt uit Azië.

## Voornaamste routes
Cruiseschepen blijven over het algemeen redelijk lokaal. De meesten maken gedurende de zomer rondvaarten in een specifieke regio, zoals bijvoorbeeld langs Alaska, in de Middellandse Zee, of de langs de kusten van West-Europa. Gedurende de winter worden cruiseschepen naar zuidelijkere gebieden gestuurd, zoals de Caraïben, de kusten van Latijns-Amerika en Australië. Daar genieten ze van de zachtere weersomstandigheden.
Wanneer een cruiseschip van zijn zomerlocatie naar zijn winterlocatie vaart, of andersom, noemt men dat een herpositioneringscruise. Deze cruises zijn vaak goedkoper, en worden soms in een specifiek thema gehouden.
Sommige cruisemaatschappijen specialiseren zich in themacruises. Er zijn bijvoorbeeld zeil-, of riviercruises. Maar ook opvallendere thema's zoals singlecruises, eindejaarscruises en Disneycruises bestaan. Voor homomannen bestaan er speciale homocruises, zoals de jaarlijkse cruisevakantie van La Demence.

## Aantal passagiers
In onderstaande grafiek staat het aantal passagiers dat met een cruiseschip meevaart. De gemiddelde groei van het aantal passagiers was 7,1% op jaarbasis in de periode 2000 tot en met 2019. Ongeveer de helft van de passagiers is afkomstig uit Noord-Amerika en ruim een kwart zijn Europeanen. De groei in deze twee regio's is bescheiden, maar in Azië laat het aantal passagiers een sterke groei zien. In 2020 en 2021 zijn de effecten van de coronapandemie duidelijk zichtbaar, maar in 2022 trad een fors herstel op en in 2023 lag het totaal al weer boven het pre-corona niveau van 2019.
In 2015 was de totale wereldwijde capaciteit van het aantal bedden op alle cruiseschepen zo'n 470.000. Hierbij wordt standaard uitgegaan van twee bedden per cabine.
De grootste cruiserederij is Carnival Corporation, deze rederij is ongeveer tweemaal zo groot als de nummer twee Royal Caribbean Cruises.

## Recreatiedruk
De effecten van overtoerisme door de massale toestroom van een groot aantal passagiers op een beperkte oppervlakte zijn vooral voelbaar in havensteden met oude stadskernen zoals Dubrovnik en Venetië. In verschillende havensteden wordt getracht het aanmeren van cruiseschepen te beperken of te verplaatsen. Dat is het geval in
Barcelona, Dubrovnik, Palma de Mallorca, Santorini, en Venetië. In Zeebrugge wordt het aantal bussen tussen de haven en de stad Brugge beperkt, zodat een deel van de passagiers moet uitwijken naar onder meer Gent of Brussel.

## Coronacrisis in 2020
Begin 2020 werd het cruisetoerisme ernstig getroffen door de coronapandemie. Honderden passagiers en bemanningsleden raakten besmet, meermaals met dodelijke afloop. Ook werden cruiseschepen in vele havens geweigerd of in quarantaine opgehouden.